# Museum St. Arnual
Das Museum St. Arnual ist das einzige Heimatmuseum in Saarbrücken. Es wurde 1998 von einer örtlichen Initiative um den Handwerker und Kunstmaler Fritz Meyer in der Augustinerstraße eingerichtet. Über ihre lokalhistorische Funktion hinaus ist die Einrichtung zu einem kulturellen Treffpunkt für die Bewohner des Stadtteils geworden. Die Exponate sind mit der Geschichte des traditionsreichen Ortes eng verbunden. Es werden wechselnde Kunstausstellungen angeboten.

## Das Gebäude
Das Museum befindet sich in einem denkmalgeschützten Gebäude aus dem 16. Jahrhundert, nicht weit von der Stiftskirche. Das Haus gehörte bis 1569 (dem Jahr der Auflösung des Stifts) zum Wohnbezirk der Stiftsherren. Erhalten sind aus dieser Zeit noch zwei Deckenbalken mit tragender Funktion.
Später wurde die Immobilie zum Wohn- und Wirtschaftshof der Stiftsschaffnei Sankt Arnual umgebaut und erhielt ihre jetzige Gestalt. Untersuchungen an Dachstuhl und Deckenbalken weisen auf die Jahre 1729 und 1730 hin.

## Fritz-Meyer-Platz

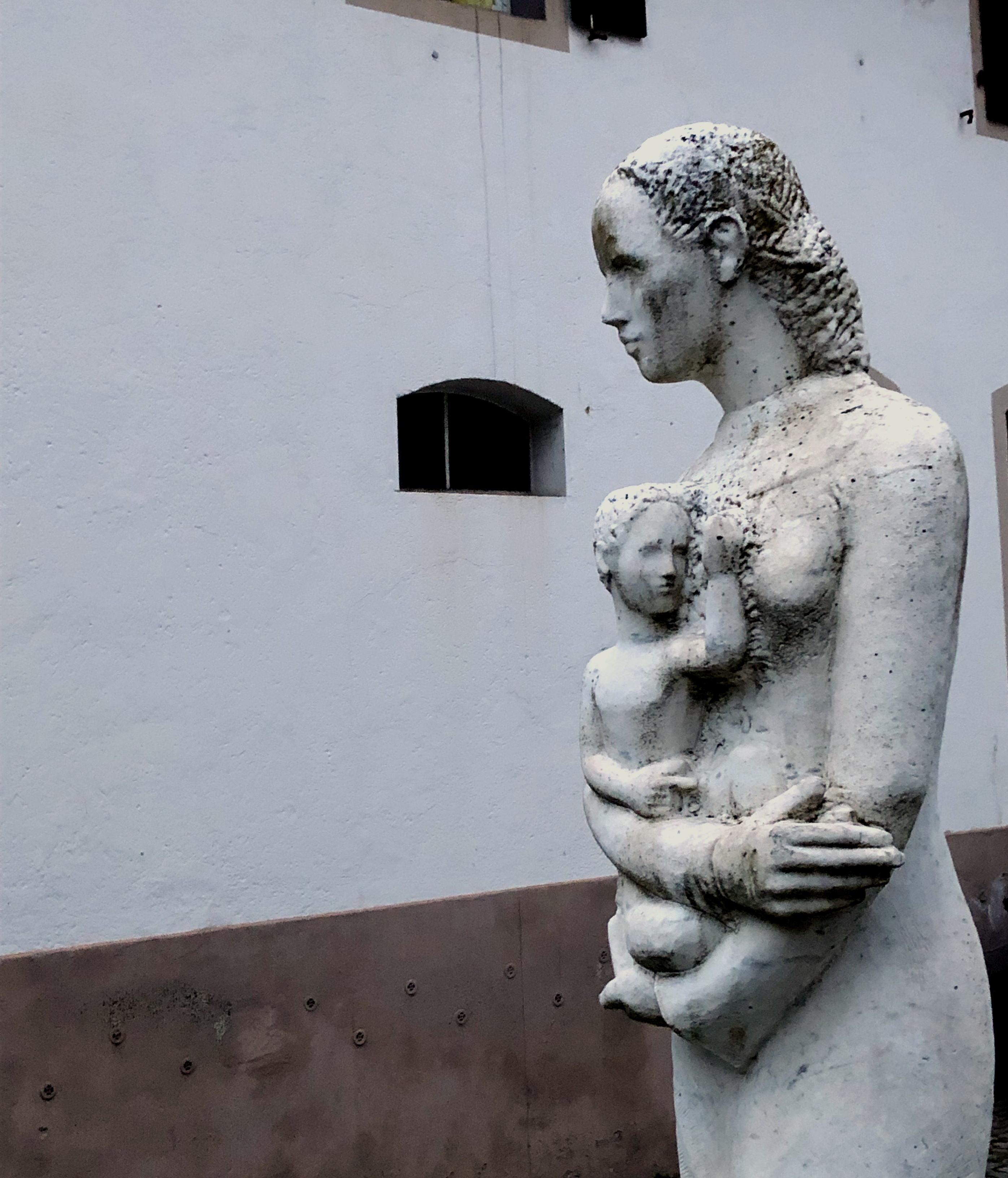
"Madonna mit Kind" heißt die Statue von Erwin Guth, die einen Blickfang für das Museum St. Arnual bildet.

Der Platz vor dem Museum wurde vom Bezirksrat Mitte der Landeshauptstadt nach dem Initiator des Museums benannt. Blickfang ist dort eine Statue des im Saarland geborenen Bildhauers Erwin Guth: „Madonna mit Kind“.

## Bestand
Das Museum präsentiert insbesondere: Geräte und Objekte aus Haushalt und Gewerbe, historische Fotos und Dokumente, Flurkarten und Zeitungsausschnitte. Schriftliche Vorlagen können im Rahmen des Konzepts „Offenes Archiv“ konsultiert werden.
Viel Interesse finden:
- Originalzeichnungen des Animationsfilmers und zweimaligen Oscar-Preisträgers Frédéric Back, der in Sankt Arnual geboren wurde,
- Originalwerke des St. Arnualer Malers und Zeichners Hein Bender,
- der nahezu vergessene Flughafen von Sankt Arnual, der sich bis in die 1950er-Jahre in der Nachbarschaft des heutigen Museums befand und dort gut dokumentiert ist,
- das alte, noch intakte Uhrwerk der Stiftskirche.

## Trägerverein
Trägerverein des Museums ist der 1988 gegründete Heimatverein St. Arnual. Der eingetragene Verein ist als gemeinnützig anerkannt und hat es sich zur Aufgabe gemacht, das Museum als „Ort der Begegnung und des Erinnerns“ zu erhalten. Er betreibt die Einrichtung ehrenamtlich im Sinn seiner Satzung. Als Zweck des Vereins ist dort festgehalten: „Förderung der Heimatpflege und Heimatkunde, von Kunst und Kultur sowie des Denkmalschutzes und der Denkmalpflege“.
Für sein ehrenamtliches Engagement in der Heimatforschung und -pflege wurde der Verein mit dem Kulturpreis 2006 des damaligen Stadtverbandes Saarbrücken ausgezeichnet.